# Parroquia de Acadia
La parroquia de Acadia (en inglés: Acadia Parish), fundada en 1887, es una de las 64 parroquias del estado estadounidense de Luisiana. En el año 2000 tenía una población de 58.861 habitantes con una densidad poblacional de 35 personas por km². La sede de la parroquia es Crowley.

## Geografía
Según la Oficina del Censo, la parroquia tiene un área total de 1703 km² (657,5 mi²), de la cual 1697 km² (655,2 mi²) es tierra y 6 km² (2,3 mi²) (0.35%) es agua.

### Parroquias adyacentes
- Parroquia de Evangeline - norte
- Parroquia de St. Landry - noreste
- Parroquia de Lafayette - este
- Parroquia de Vermilion - sur
- Parroquia de Jefferson Davis - oeste

## Carreteras
- Interestatal 10
- U.S. Highway 90
- Carretera Estatal de Luisiana 13
- Carretera Estatal de Luisiana 35

## Demografía
En el 2000 la renta per cápita promedia de la parroquia era de $26,684, y el ingreso promedio para una familia era de $31,812. En 2000 los hombres tenían un ingreso per cápita de $29,353 versus $17,179 para las mujeres. El ingreso per cápita para la parroquia era de $13,424. Alrededor del 21.00% de la población estaba bajo el umbral de pobreza nacional.

## Comunidades

### Ciudades y pueblos
| - Church Point - Crowley - Duson | - Estherwood - Eunice | - Iota - Mermentau | - Morse - Rayne |

### Otras comunidades
| - Branch - Egan - Ellis - Evangeline - Ebenezer - Lyons Point - Maxie - Midland - Mire (antiguamente Marais Bouleur y Bosco) - Mowata - Richard - Robert's Cove |